# Philippe-Charles d'Erbach-Fürstenau
Philippe-Charles d'Erbach-Fürstenau - Philipp Karl von Erbach-Fürstenau (allemand) (Schönberg, (de), 14 septembre 1677 - Fürstenau, 2 juin 1736) est le fils du comte Georges-Albert II d'Erbach-Fürstenau (1648-1717) et d'Anne-Dorothée de Hohenlohe-Waldenbourg (1656-1724).

## Biographie
Le 4 décembre 1689 il se marie à Kleinheubach avec Charlotte-Amélie de Kunowitz (1677-1722), fille de Jean-Frédéric de Kunowitz (1624-1700) et de Dorothée de Lippe-Brake (1633-1706). Le mariage a quatre enfants:
- Caroline d'Erbach-Fürstenau (1700-1758), mariée avec le duc Ernest-Frédéric II de Saxe-Hildburghausen (1707-1745).
- Henriette (1703-1704)
- Louise Eléonore (1705-1707)
- Jean Guillaume (1707-1742)

Devenu veuf, Philippe-Charles se marie pour deuxième fois, le 22 juillet 1723 avec la baronne Anne Sophie de Spesshardt (1693-1767, fille de Cristophe Gaspard de Spesshardt et d'Eva de Bibra. De ce deuxième mariage naquirent : 
- Imma (1724-1730) ;
- Charlotte Guillemine (1725-1739) ;
- Ernest (1726-1727) ;
- Louis II (1728-1794) ;
- Sophie Caroline (1730-1737) ;
- Georges-Albert III d'Erbach-Fürstenau (1731-1779), marié avec Adolfa Guillemine de Schwarzbourg-Sondershausen (1737-1788). ;
- Philippe-Charles (1733-1735).